# Larry Brown (Leichtathlet)
Larry Brown (* 23. März 1951) ist ein ehemaliger US-amerikanischer Sprinter.
1975 gewann er bei den Panamerikanischen Spielen in Mexiko-Stadt Silber über 200 m und siegte in der 4-mal-100-Meter-Staffel.

## Persönliche Bestzeiten
- 100 m: 10,34 s, 4. Oktober 1975, Mexiko-Stadt
- 200 m: 20,62 s, 15. Oktober 1975, Mexiko-Stadt